# Сеуло
Сеу̀ло (на италиански: Seulo; на сардински: Seulu, Сеулу) е село и община в Южна Италия, провинция Южна Сардиния, автономен регион и остров Сардиния. Разположено е на 909 m надморска височина. Населението на общината е 909 души (към 2010 г.).
 До 2005 г. общината е част от провинция Нуоро.